# Piramidă decagonală
În geometrie o piramidă decagonală este o  piramidă cu o bază decagonală la care sunt atașate zece fețe în formă de triunghiuri isoscele, care se întâlnesc într-un vârf (apexul). Având 11 fețe este un endecaedru. Ca orice piramidă, este autoduală.
O piramidă decagonală regulată dreaptă este una care are ca bază un decagon regulat, iar apexul este exact deasupra centrului bazei. Apexul, centrul bazei și oricare alt vârf formează un triunghi dreptunghic. O astfel de piramidă are simetria C10v.

## Formule pentru piramida regulată dreaptă
Ca la toate piramidele, aria totală A este aria bazei (Ab) plus aria laterală Alat, iar volumul V este o treime din produsul dintre aria bazei și înălțimea (distanța dintre bază și apex) h.
Pentru o piramidă cu baza decagonală regulată cu latura a aria A are formula:
{\displaystyle A=A_{b}+A_{lat}=5{\sqrt {\frac {5+2{\sqrt {5}}}{4}}}\,a^{2}+5a{\sqrt {{\frac {5+2{\sqrt {5}}}{4}}a^{2}+h^{2}}}}
Pentru a = 1 și h = 1 aria este ≈ 16,8703109.
Formula volumului V este:
{\displaystyle V={\frac {A_{b}h}{3}}={\frac {5}{6}}{\sqrt {5+2{\sqrt {5}}}}\,a^{2}h}
Pentru a = 1 și h = 1 volumul este ≈ 1,6094757.

## Poliedre înrudite
| Piramide regulate | Piramide regulate | Piramide regulate | Piramide regulate | Piramide regulate | Piramide regulate | Piramide regulate | Piramide regulate | Piramide regulate |
| Digonală          | Triunghiulară     | Pătrată           | Pentagonală       | Hexagonală        | Heptagonală       | Octogonală        | Eneagonală        | Decagonală...     |
| Improprie         | Regulată          | Echilaterale      | Echilaterale      | Isoscele          | Isoscele          | Isoscele          | Isoscele          | Isoscele          |
| ----------------- | ----------------- | ----------------- | ----------------- | ----------------- | ----------------- | ----------------- | ----------------- | ----------------- |
|                   |                   |                   |                   |                   |                   |                   |                   |                   |
|                   |                   |                   |                   |                   |                   |                   |                   |                   |